# 不可能的任務：失控國度
《不可能的任務：失控國度》（英語：Mission: Impossible – Rogue Nation）是一部2015年克里斯托夫·迈考利编剧并執導的美國動作間諜片，為2011年電影《不可能的任務：鬼影行動》的續集以及「不可能的任務電影系列」的第五部作品。由湯姆·克魯斯、J·J·亞柏拉罕和大衛·艾里森等人監製，並由湯姆·克魯斯、傑瑞米·雷納、賽門·佩吉、文·雷姆斯、蕾貝卡·弗格森、西恩·哈里斯和亞歷·鮑德溫主演。故事敘述不可能任務情報局（IMF）碰上了雲集特工和殺手的國際恐怖組織「辛迪加」的威脅。面對IMF的解散，伊森·韓特（湯姆·克魯斯飾）再次集結了團隊來展開追擊。
2014年8月21日在奧地利維也納開拍，2015年3月12日完成。派拉蒙影業定於2015年7月31日在北美和全球上映（含IMAX版）。續集《不可能的任務：全面瓦解》於2018年上映。

## 劇情
不可能任務情報局探員伊森·韓特在白俄羅斯明斯克成功攔截車臣極端份子準備空運往敘利亞的大批VX神經毒氣，認為這次收穫能查出他調查許久的神秘犯罪組織「辛迪加」（Syndicate）。當他來到英國倫敦一家黑膠唱片行收聽任務簡報時，反而先被辛迪加設陷阱抓獲，並目睹一名神秘金髮男子殺死駐守唱片行的女特務。遭敵人俘虜的伊森遭受辛迪加幹部延尼克·溫特嚴刑拷打，直到一名在組織中臥底的英國女特務伊爾莎·佛斯特暗中協助他逃脫。但在美國華盛頓，中央情報局局長艾倫·杭利看不慣IMF長期以來的不當行為，說服美國參議院的監督委員會一致贊成解散IMF且併入中情局，代理局長威廉·布蘭特與全部成員被迫轉調杭利手下工作並備受嚴密監視。剛逃出的伊森聯繫布蘭特得知經過後，就此銷聲匿跡並獨自追蹤組織。
六個月後，伊森被中情局列為頭號通緝，滿世界逃亡躲避偵查、追查辛迪加的下落，還與在中情局內的夥伴班吉·鄧恩應外合。而班吉隨後收到伊森秘密寄來的在维也纳国立歌剧院上演的歌劇《杜蘭朵》門票而來到奧地利維也納，奧地利總理夫婦也應邀出席。伊森在歌劇上注意到伊爾莎躲在暗處打算狙擊總理，但也注意到現場還有另外兩名狙擊手。他首先殺死躲在後台的狙擊手後，用槍故意射傷總理肩膀而讓他被護衛送離，隨後與伊爾莎會合後共同趕在劇院被封鎖前逃出去。然而，剛逃過一劫的總理夫婦被汽車炸彈炸死，伊爾莎留下一個口紅樣式隨身碟後自願返回組織。
班吉自願留下來協助伊森，伊森便解釋自己花費半年調查到，辛迪加的成員都曾來自於世界各國的情報組織，均被認定為陣亡或失蹤；而組織一向透過各種暗殺或製造慌亂以摧毀世界制度，無論是實力與佈局都與IMF旗鼓相當。經過調查伊爾莎留下的數據保險鑰匙的源頭，兩人來到摩洛哥卡薩布蘭卡與伊爾莎會合。她供述辛迪加的首領為叛逃的前英國特務所羅門·連恩，其存在因英國政府懼怕國醜外揚而遭到隱瞞，自己則受軍情六處命令前去臥底、搜集資料證實組織存在，但唯一記錄著組織詳細資料的帳冊，全部存放於一座位於發電廠地下、由高端保全措施防護的中央處理器機房中。
由於機房外裝設著比面部識別更為先進的步態分析安全系統，伊森被迫跳進位於發電廠地下的圓環水槽中，事先將班吉的身份資料更換進去，讓班吉高枕無憂地進入機房下載帳冊。但伊森由於無法帶氧氣筒進去而幾近溺死，最後還是在伊爾莎的幫助下得救。但伊爾莎卻搶跑裝載帳冊的隨身碟，騎摩托車逃亡時也遭到組織成員的追擊。伊森和班吉開車追趕時，巧遇趕來支援的布蘭特和老朋友路德·史提寇，但伊爾莎最終一人帶著隨身碟逃之夭夭。眾人本來慶幸班吉對帳冊做過複製，檢查後卻發現帳冊實為只能由英國首相靠生物辨識技術打開的紅匣子。伊爾莎回到倫敦將帳冊交給秘密情報局局長亞特利，想要以任務完成為由來恢復她遭否認的特務身份，但不僅被他回絕，甚至被他要求繼續臥底任務，別無選擇的她將帳冊交給連恩，但連恩檢查後發現隨身碟空無一物。
伊爾莎聯繫伊森一行人到滑鐵盧車站會面，試圖說服伊森就此陪她遠走高飛，認為無人能對抗連恩或政府。然而，連恩趁機綁架班吉做人質，威脅伊森午夜前將解鎖的隨身碟交給他，眾人只好想辦法找英國首相解鎖。作為計劃的一環，布蘭特刻意聯繫杭利來到倫敦布倫海姆宮舉辦的慈善拍賣會上，將到場的亞特利與首相保護起來。當時偽裝成亞特利的伊森，陪布蘭特靠演戲向首相證實辛迪加的存在，首相揭示辛迪加織原是招募別國退役特務、修改身份來秘密清除外敵的廢除提案。伊森隨即奪下場面，用一種能讓人神志不清的藥物讓首相配合解鎖紅匣子的三重生物辨識。而亞特利本尊到場後同樣被伊森打入相同的藥物，招供出他瞞著首相秘密啟用辛迪加的事實，卻因連恩叛逃而成為地下恐怖組織，甚至透過陷害伊爾莎來保護自己的名聲。真相大白後，伊森將“救首相”的功臣讓給杭利。
路德打開紅匣子發現裡面存有總計24億英鎊的秘密資金賬戶，足以讓辛迪加在地下運作幾十年。伊森來到倫敦塔下方遇見伊爾莎以及身綁炸彈的班吉，連恩則是靠直播對話。伊森表示他已銷毀隨身碟，還將所有資金帳戶記在腦子中，使連恩無法下手而放走班吉。當連恩命令溫特等部下生擒伊森時，伊森與伊爾莎在同一時刻開槍並分頭逃亡。伊爾莎獨自用刀殺死溫特，而伊森等待連恩現身後將他騙進陷阱，將他關入一個事先準備的密封玻璃櫃中，在裡面灌滿催眠氣體來回敬他，最後將他運回美國審訊，恢復自由的伊爾莎則與伊森致別。之後，杭利和布蘭特返回監督委員會，宣稱早前要求解散情報局是為了讓伊森查獲辛迪加所安排的佈局。委員會即使對此持懷疑態度，但還是同意讓情報局恢復運作。在布蘭特的提議下，杭利上任IMF的新局長。

## 演員
| 演員                            | 角色                            | 備註 |
| 湯姆·克魯斯 Tom Cruise          | 伊森·韓特 Ethan Hunt            | 不可能任務情報局的資深特務，文武雙全、身手敏捷，光靠一個人都能將不可能化為可能，在變成全球頭號通緝的同時全力查緝辛迪加組織。 |
| 傑瑞米·雷納 Jeremy Renner       | 威廉·布蘭特 William Brandt      | 情報局首席分析師，由於長期跟在原局長身邊而成為代理局長，在情報局被解散後來到杭利的手底下工作。                               |
| 賽門·佩吉 Simon Pegg            | 班吉·鄧恩 Benji Dunn            | 情報局技術員兼外勤特務，伊森的最好夥伴之一，情報局解散後被調往中情局擔任分析師，但秘密與逃亡在外的伊森裡應外合。             |
| 文·雷姆斯 Ving Rhames           | 路德·史提寇 Luther Stickell     | 情報局成員和電腦專家，伊森的最好朋友，情報局解散後因不滿杭利的方式，選擇辭職以示抗議，隨後被布蘭特召回去尋找伊森下落。       |
| 蕾貝卡·弗格森 Rebecca Ferguson  | 伊爾莎·佛斯特 Ilsa Faust        | 不被承認的軍情六處女特務，受令躲在辛迪加內部臥底搜集證據，獨立勇敢、有卓越個人技術，跟伊森保持盟友關係。                     |
| 西恩·哈里斯 Sean Harris         | 所羅門·連恩 Solomon Lane        | 神秘恐怖組織「辛迪加」領袖，聰明、冷血又無情的前英國特務，個人技術也過於常人，所經過之處必定會留下大量死傷。                 |
| 延斯·赫爾騰 Jens Hultén         | 延尼克·溫特 Janik Vinter        | 前蘇聯KGB特務，辛迪加的高層幹部，人稱「拆骨師」，極度心狠手辣，擅長嚴刑拷打，不太信任組織局外人。                            |
| 亞歷·鮑德溫 Alec Baldwin        | 艾倫·杭利 Alan Hunley           | 美國中央情報局局長，長期看不慣情報局的所作所為。                                                                             |
| 張靜初 Zhang Jingchu            | 蘿倫 Lauren                     | 中情局分析師兼測謊師，杭利的秘書。                                                                                           |
| 賽門·麥克伯尼 Simon McBurney    | 亞特利 Atlee                    | 英國秘密情報局局長，伊爾莎的監管人。                                                                                         |
| 湯姆·荷蘭德 Tom Hollander       | 首相 Prime Minister             | 英國首相，是唯一能打開辛迪加所需資金的人。                                                                                   |
| 妙麗·克菲爾德 Hermione Corfield | 唱片行接頭人 Record Shop Keeper | 情報局女特務，在黑膠唱片行負責任務接頭。                                                                                     |

## 制作

### 前期
2013年8月，派拉蒙影业宣布克里斯托弗·麦奎里将执导第五部《碟中谍》电影，德鲁·皮尔斯将担纲编剧，汤姆·克鲁斯继续出演伊森·亨特。汤姆·克鲁斯制片团队和坏机器人制片公司将担任制片方，天空之舞制片公司将担任最后一部作品的联合投资方和执行制片方，在开发和制作过程中与团队紧密合作。2013年11月14日，派拉蒙宣布电影定档2015年12月25日。同月，西蒙·佩吉证实将继续出演班吉一角。2014年5月，威尔·斯台普斯取代皮尔斯担任编剧。同月，杰瑞米·雷纳证实他将继续出演威廉·勃兰特一角，克鲁斯表示影片将在伦敦拍摄，后来的报道表示影片将于8月在维也纳开机。
2014年7月，蕾貝卡·弗格森加盟剧组，而亚历克·鲍德温为第五部电影进行谈判。鲍德温于2014年8月证实加盟剧组，文·雷姆斯证实将回归出演路德·斯迪克尔一角。9月5日，西恩·哈里斯正为反派角色进行谈判。10月2日，西蒙·麦克伯尼加入电影剧组。10月6日，中国女演员张静初加盟参演。2015年3月22日，派拉蒙透露影片正式名称为《碟中谍5：神秘国度》，同期发行的还有前期海报和预告片。

### 摄制
2014年8月，影片开机。8月21日，制片方发布奥地利维也纳拍摄现场的第一组照片。8月22日，演员克鲁斯和佩吉与克里斯托弗·麦奎里现身维也纳地铁。随后的日子里，克鲁斯和弗格森在维也纳国家歌剧院屋顶拍摄特技（跳跃）场景。8月26日，演员们再度现身维也纳拍摄现场。8月30日，在奥地利历时一个多星期的拍摄结束，演员克鲁斯抵达摩洛哥拉巴特拍摄余下的场景。当地的马拉喀什高速公路封闭14天（8月30日-9月12日）。摩洛哥的其他取景地包括阿加迪尔和拉巴特。9月2日，克鲁斯被发现在卡萨布兰卡驾驶2015款宝马M3 Sedan轿车。9月8日和9日，剧组在马拉喀什体育场进行拍摄，体育场因用来拍戏被封闭两天。9月26日，克鲁斯在首都拉巴特的乌代雅城堡亲自驾驶宝马轿车做特技动作。
在奥地利和摩洛哥拍摄一个多月后，剧组于9月28日移师伦敦。10月7日，一辆拖车在摩洛哥的拍摄完成后，将受损的宝马M3拖走。10月10日，克鲁斯和他的替身演员韦德·伊斯特伍德被发现在摩纳哥拍戏，女主角弗格森也在场。伊森·亨特爬上一架飞行中的空中巴士A400M的动作场景在英国皇家空军威特灵基地拍摄，汤姆·克鲁斯親身上陣，其间飞机悬在5000英尺高的空中。11月9日，剧组在南安普顿水域拍戏，拍戏前剧组被发现抵达法雷电站。2014年12月2日，克鲁斯在伦敦拍戏时差点被一辆双层巴士撞到。然而，这辆巴士与他擦身而过，他没有受伤。潜水专家科克·克拉克训练汤姆·克鲁斯屏住呼吸六分钟，以表演一个水下镜头。该镜头以长镜头拍摄，没做任何修改。
2015年2月20日，《好莱坞报道者》表示拍摄被麦奎里、克鲁斯和一位不知名的第三者叫停，以腾出时间重制电影的结尾。2015年3月12日，电影杀青。
2015年6月24日，阿里巴巴集團旗下的阿里影業宣布已與美國派拉蒙影業簽署合作協議，阿里影業將投資其首部好萊塢電影《職業特工隊：叛逆帝國》，並成為中國區的官方宣傳合作夥伴。此電影為首部中資挹注的不可能的任務電影。

### 配乐
电影配乐由此前在《糊涂绑架事件》和《侠探杰克》与导演麦奎里有过合作的乔·克雷默制作。2014年9月，克雷默宣布担任影片作曲家。2015年7月28日，物理原声带由La-La Land Records发行，数字专辑于同日由派拉蒙音乐发行。
整部配乐作品纳入了拉罗·西弗林在同名电视剧中的三段主题曲素材《Escape to Danger》、《A Matter of Going》和《Finale and Curtain Call》，插曲《今夜无人入睡》。
曲目列表
| 曲序 | 曲目                                            | 时长 |
| ---- | ----------------------------------------------- | ---- |
| 1.   | The A400                                        | 6:38 |
| 2.   | Solomon Lane                                    | 4:08 |
| 3.   | Good Evening, Mr. Hunt                          | 2:35 |
| 4.   | Escape to Danger                                | 2:46 |
| 5.   | Havana to Vienna                                | 5:13 |
| 6.   | A Flight at the Opera                           | 2:23 |
| 7.   | The Syndicate                                   | 3:44 |
| 8.   | The Plan                                        | 3:21 |
| 9.   | It's Impossible（CD Exclusive Track）           | 1:23 |
| 10.  | The Torus                                       | 7:02 |
| 11.  | Morocco Pursuit                                 | 2:29 |
| 12.  | Grave Consequences                              | 4:12 |
| 13.  | A Matter of Going                               | 5:05 |
| 14.  | The Blenheim Sequence                           | 4:00 |
| 15.  | Audience with the Prime Minister                | 4:23 |
| 16.  | This is the End, Mr. Hunt（CD Exclusive Track） | 3:48 |
| 17.  | A Foggy Night in London                         | 2:10 |
| 18.  | Meet the IMF                                    | 1:47 |
| 19.  | Finale and Curtain Call                         | 6:14 |

## 拍攝花絮
- 潔西卡·雀絲坦因不想花費六個月的時間進行身體訓練而拒絕了擔綱女主角的邀請。
- 电影中「徒手攀爬飛機」的驚險橋段一共拍了八遍，湯姆·克魯斯在飛機外殼上懸掛了20多分鐘，他和飛機之間僅僅用了一條非常細的繩索相連。
- 电影原定在2015年12月25日於北美上映，但片商為了避免與《惡魔四伏》和《STAR WARS：原力覺醒》兩部大片競爭而將檔期提前。
- 电影創下首度使用Arri新一代6.5K Alexa 65攝影機拍攝的紀錄，此種攝影機用於拍攝水下鏡頭。

## 發行

### 預告片釋出
電影前導預告於2015年3月22日釋出。隔日，又釋出了全長的正式預告片，中文版预告同步发行。

### 上映日期宣布
派拉蒙影業最初將電影定於2015年12月25日發布。2015年1月26日，派拉蒙將日期提前至2015年7月31日。《好萊塢報導》認為這是為了避免與同期的《星際大戰七部曲：原力覺醒》和《007惡魔四伏》相互競爭。在美国和加拿大，影片将在杜比影院以Dolby Vision格式发行，这也是派拉蒙首部以该格式发行的电影。2015年2月13日，派拉蒙和IMAX公司宣布將電影轉製成IMAX格式，並在同一上映日推出。樂天集團將電影定於2015年7月30日在韓國上映。2015年9月8日在中国大陆上映。

### 評價
在烂番茄上基于328个专业评论，获得94%的新鲜度，平均得分7.5/10分，网站共识写道：“《碟中谍：神秘国度》延续了系列的惊心动魄的复苏，证明了汤姆·克鲁斯仍然是难得一见的动作影星。”Metacritic基于46个专业评论得到75分，其中《好莱坞报道者》和《综艺杂志》各给出90分，IMDB上得7.4分，收获普遍好评。
不过也有人批评电影的结尾缺乏高潮戏份，覺得处理显得太平淡。

## 票房

### 北美地區
在北美以3956家影院大規模上映。首映日突破2030萬美元，首週末以5600萬美元勇奪北美票房冠軍，僅次於《不可能的任務2》的5784萬成為該系列首映周票房第二名。上映第二週末（8/7～8/9）再以2940萬美元擊敗當週新片《驚奇4超人》蟬聯票房冠軍，北美兩週累積票房突破1.08億美元，破億速度更勝前作《不可能的任務：鬼影行動》。最終北美票房達1.95億美元。

### 海外
中國大陸方面，首周6天累计5.5億人民幣（8630萬美金）成為中國本週票房及北美海外地區票房冠軍，次周收2.14亿蝉联冠军，以累计7.67亿的成绩超过了7.53亿的《星际穿越》，成为中国市场最卖座的2D进口片，最终累计8.68亿。最終全球累計達6.82億美元。
台灣方面，首週五天票房為新台幣1.63億元；次週票房累計至新台幣2.75億元；第三週票房累計至新台幣3.4億元；第四週票房累計至新台幣3.75億元；第五週票房累計至新台幣3.93億元；最終全台票房為新台幣4.1億元。
| 上一届： 《蚁人》     | 2015年美國週末票房冠軍 第31-32周     | 下一届： 《冲出康普顿》 |
| 上一届： 《百团大战》 | 2015年中国内地一周票房冠军 第37-38周 | 下一届： 《港囧》       |
| 上一届： 《蟻俠》     | 2015年香港一週票房冠軍 第30-31周     | 下一届： 《玩轉腦朋友》 |

## 续集
2015年5月，派拉蒙正开发第六部《碟中谍》电影，克鲁斯、艾布斯、埃里森和戈德博格回归电影制作，唐·格兰杰和马特·格林担任执行制作，伊丽莎白·拉波索监督开发。电影发行前不久，克鲁斯宣布他将在第六部电影中回归，声称2016年可以开始制作。2015年11月，麥奎里宣布他將回歸執導續集。
該片定於2018年7月27日在美國上映。

## 外部連結
- 互联网电影数据库（IMDb）上《不可能的任務：失控國度》的资料（英文）
- 爛番茄上《不可能的任務：失控國度》的資料（英文）
- Metacritic上《不可能的任務：失控國度》的資料（英文）
- Box Office Mojo上《不可能的任務：失控國度》的資料（英文）
- AllMovie上《不可能的任務：失控國度》的资料（英文）
- 開眼電影網上《不可能的任務：失控國度》的資料（繁體中文）
- 时光网上《不可能的任務：失控國度》的資料（简体中文）
- 豆瓣电影上《不可能的任務：失控國度》的資料 （简体中文）